# Marc Huster
Pour les articles homonymes, voir Huster.
Marc Huster (né le 1er juillet 1970 à Altdöbern) est un haltérophile allemand.

## Carrière
Marc Huster participe aux Jeux olympiques d'été de 1996 à Atlanta et aux Jeux olympiques de 2000 à Sydney et remporte la médaille d'argent lors de ces deux compétitions.